# Chicago Film Critics Association Award/Bester Hauptdarsteller
Preis der Chicago Film Critics Association: Bester Hauptdarsteller

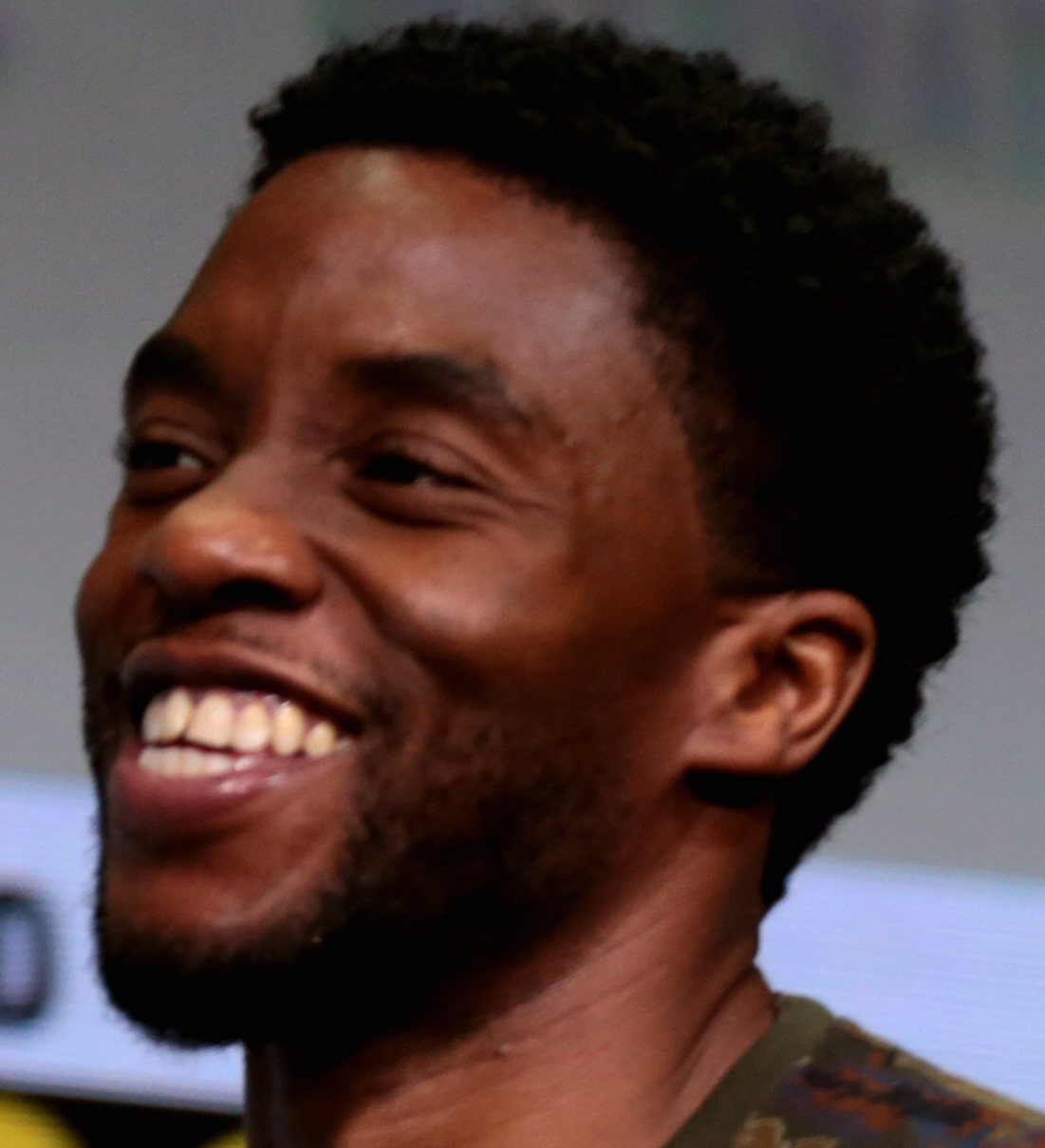
2020 postum geehrt: Chadwick Boseman für Ma Rainey’s Black Bottom

Gewinner des Chicago Film Critics Association Awards in der Kategorie Bester Hauptdarsteller (Best Actor). Die US-amerikanische Filmkritikervereinigung gibt alljährlich Mitte Dezember ihre Auszeichnungen für die besten Filmproduktionen und Filmschaffenden des laufenden Kalenderjahres bekannt. Diese werden wie bei der Oscar- oder Golden-Globe-Verleihung aus fünf Nominierten ausgewählt.
Am erfolgreichsten in dieser Kategorie war der britisch-irische Schauspieler Daniel Day-Lewis, der den Preis bisher dreimal gewinnen konnten. Zwölfmal gelang es der Filmkritikervereinigung vorab den Oscar-Gewinner zu präsentieren, zuletzt 2016 geschehen, mit der Preisvergabe an Casey Affleck für Manchester by the Sea.
| Jahr | Preisträger             | Filmtitel                  | Deutscher Titel                                           |
| ---- | ----------------------- | -------------------------- | --------------------------------------------------------- |
| 1988 | Jeremy Irons            | Dead Ringers               | Die Unzertrennlichen                                      |
| 1989 | Tom Cruise              | Born on the Fourth of July | Geboren am 4. Juli                                        |
| 1990 | Jeremy Irons*           | Reversal of Fortune        | Die Affäre der Sunny von B.                               |
| 1991 | Anthony Hopkins*        | The Silence of the Lambs   | Das Schweigen der Lämmer                                  |
| 1992 | Denzel Washington       | Malcolm X                  | Malcolm X                                                 |
| 1993 | Liam Neeson             | Schindler’s List           | Schindlers Liste                                          |
| 1994 | Tom Hanks*              | Forrest Gump               | Forrest Gump                                              |
| 1995 | Nicolas Cage*           | Leaving Las Vegas          | Leaving Las Vegas                                         |
| 1996 | Billy Bob Thornton      | Sling Blade                | Sling Blade – Auf Messers Schneide                        |
| 1997 | Robert Duvall           | The Apostle                | Apostel!                                                  |
| 1998 | Ian McKellen            | Gods and Monsters          | Gods and Monsters                                         |
| 1999 | Kevin Spacey*           | American Beauty            | American Beauty                                           |
| 2000 | Tom Hanks               | Cast Away                  | Cast Away – Verschollen                                   |
| 2001 | Gene Hackman            | The Royal Tenenbaums       | Die Royal Tenenbaums                                      |
| 2002 | Daniel Day-Lewis        | Gangs of New York          | Gangs of New York                                         |
| 2003 | Bill Murray             | Lost in Translation        | Lost in Translation                                       |
| 2004 | Paul Giamatti           | Sideways                   | Sideways                                                  |
| 2005 | Philip Seymour Hoffman* | Capote                     | Capote                                                    |
| 2006 | Forest Whitaker*        | The Last King of Scotland  | Der letzte König von Schottland – In den Fängen der Macht |
| 2007 | Daniel Day-Lewis*       | There Will Be Blood        | There Will Be Blood                                       |
| 2008 | Mickey Rourke           | The Wrestler               | The Wrestler                                              |
| 2009 | Jeremy Renner           | The Hurt Locker            | Tödliches Kommando – The Hurt Locker                      |
| 2010 | Colin Firth*            | The King’s Speech          | The King’s Speech                                         |
| 2011 | Michael Shannon         | Take Shelter               | Take Shelter – Ein Sturm zieht auf                        |
| 2012 | Daniel Day-Lewis*       | Lincoln                    | Lincoln                                                   |
| 2013 | Chiwetel Ejiofor        | 12 Years a Slave           | 12 Years a Slave                                          |
| 2014 | Michael Keaton          | Birdman                    | Birdman oder Die unverhoffte Macht der Ahnungslosigkeit   |
| 2015 | Leonardo DiCaprio*      | The Revenant               | The Revenant – Der Rückkehrer                             |
| 2016 | Casey Affleck*          | Manchester by the Sea      | Manchester by the Sea                                     |
| 2017 | Timothée Chalamet       | Call Me by Your Name       | Call Me by Your Name                                      |
| 2018 | Ethan Hawke             | First Reformed             | First Reformed                                            |
| 2019 | Adam Driver             | Marriage Story             | Marriage Story                                            |
| 2020 | Chadwick Boseman        | Ma Rainey’s Black Bottom   | Ma Rainey’s Black Bottom                                  |
| 2021 | Benedict Cumberbatch    | The Power of the Dog       | The Power of the Dog                                      |
| 2022 | Colin Farrell           | The Banshees of Inisherin  | The Banshees of Inisherin                                 |
| 2023 | Paul Giamatti           | The Holdovers              | The Holdovers                                             |
| 2024 | Adrien Brody            | The Brutalist              | Der Brutalist                                             |

* = Schauspieler, die für ihre Rolle später den Oscar als Bester Hauptdarsteller des Jahres gewannen.